# Филип Киноно
Филип Киноно (енгл. Phillip Kinono; 10. децембар 1997) маршалски је пливач чија ужа специјалност су спринтерске трке слободним стилом. 

## Спортска каријера
Киноно је дебитовао на светском првенству у Будимпешти 2017, а своје квалификационе трке на 50 слободно и 100 слободно окончао је на званично последњем (118) и претпоследњем (112) месту. Годину дана касније наступио је по први пут и на Светском првенству у малим базенима, али је остао без пласмана, пошто је у обе трке у којима је учествовао (50 леђно и 100 слободно) дисквалификован. 
50 леђно и 100 слобо
Други наступ на светским првенствима у великим базенима је имао у корејском Квангџуу 2019 — трку на 50 леђно окончао је на последњем 74. месту, док је у квалификацијама трке на 50 слободно завршио на 124. месту у конкуренцији 131 пливача.